# Маса (Потенца)
Маса (итал. Massa) је насеље у Италији у округу Потенца, региону Базиликата.
Према процени из 2011. у насељу је живело 583 становника. Насеље се налази на надморској висини од 426 м.